# Lorlanges
Lorlanges is een gemeente in het Franse departement Haute-Loire (regio Auvergne-Rhône-Alpes) en telt 262 inwoners (2005). De plaats maakt deel uit van het arrondissement Brioude.

## Geografie
De oppervlakte van Lorlanges bedraagt 14,4 km², de bevolkingsdichtheid is 18,2 inwoners per km².
De onderstaande kaart toont de ligging van Lorlanges met de belangrijkste infrastructuur en aangrenzende gemeenten.

## Demografie
Onderstaande figuur toont het verloop van het inwonertal (bron: INSEE-tellingen).